# A Grande Valsa
A Grande Valsa (em inglês:  The Great Waltz) é um filme norte-americano de 1938, do gênero drama biográfico-musical, dirigido por Julien Duvivier e estrelado por Luise Rainer e Fernand Gravet.

## Produção

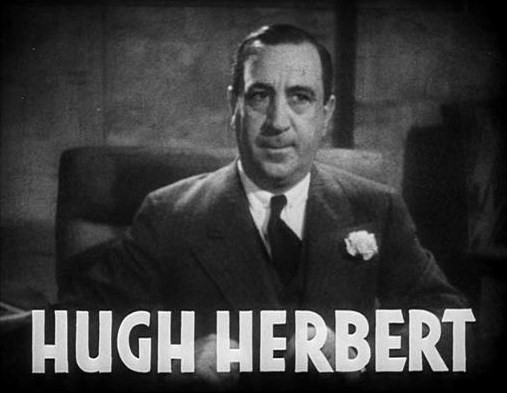
Hugh Herbert era originário, como tantos outros, do vaudeville e do teatro de comédia. Atuou em mais de cem filmes, a maioria em papéis cômicos secundários.

Louis B. Mayer, amante da música de Johann Strauss, foi o principal incentivador de A Grande Valsa, biografia tipicamente hollywoodiana do célebre compositor austríaco.
A equipe de produção era decididamente europeia: Luise Rainer de Viena, Fernand Gravet de Paris e Miliza Korjus de Budapeste. O diretor Duvivier era francês, enquanto Gottfried Reinhardt, que escreveu a história, veio da Alemanha. Finalmente,  Dimitri Tiomkin, responsável pelas orquestrações, e o cinegrafista Joseph Ruttenberg eram russos.
A  estreante soprano Miliza Korjus revelou potencial dramático, porém só atuou mais uma vez no cinema, na produção mexicana Cabalería del Imperio, de 1942. Suas interpretações das canções de Strauss I'm in Love with Vienna e One Day When We Were Young tornaram-se grandes sucessos e foram pontos altos do filme. Ela, inclusive, foi indicada ao Oscar de Melhor Atriz Coadjuvante.
Outro destaque é a câmera deslizante de Ruttenberg, cuja opulenta fotografia valeu-lhe o primeiro de seus quatro prêmios Oscar.
A sequência mais lembrada é a do passeio de carruagem pelo campo, em que Gravet e Korjus improvisam sobre os "Contos dos Bosques de Viena.
No total, são apresentadas dez composições de Strauss, todas com letras de Oscar  Hammerstein II e cantadas, em sua maioria, por Miliza Korjus.

## Sinopse
Johan Strauss mantém um longo romance com a vocalista de ópera Carla Donner, enquanto sua esposa, Poldi Vogelhuber, sofre em casa. Entretanto, marido e mulher se reconciliam pouco antes de serem introduzidos na corte do Imperador Francisco José 1.º.

## Principais premiações
| Patrocinador                                  | Prêmio | Categoria                                                                | Situação                   |
| --------------------------------------------- | ------ | ------------------------------------------------------------------------ | -------------------------- |
| Academia de Artes e Ciências Cinematográficas | Oscar  | Melhor atriz coadjuvante (Miliza Korjus) Melhor fotografia Melhor edição | Indicado Vencedor Indicado |

## Elenco
| Ator/Atriz     | Personagem                 |
| -------------- | -------------------------- |
| Luise Rainer   | Poldi Vogelhuber           |
| Fernand Gravet | Johann Strauss (filho)     |
| Miliza Korjus  | Carla Donner               |
| Hugh Herbert   | Hofbauer                   |
| Lionel Atwill  | Conde Hohenfried           |
| Curt Bois      | Kienzl                     |
| Leonid Kinskey | Dudelman                   |
| Al Shean       | Violoncelista              |
| Minna Gombell  | Senhora Hofbauer           |
| George Huston  | Schiller                   |
| Bert Roach     | Vogelhuber                 |
| Greta Meyer    | Senhora Vogelhuber         |
| Herman Bing    | Dommayer                   |
| Alma Kruger    | Senhora Strauss            |
| Henry Hull     | Imperador Francisco José I |